# SL北琵琶湖號列車
SL北琵琶湖號（日语： SL Kitabiwakogou */?）列車是由西日本旅客鐵道（JR西日本）營運，行走於北陸本線米原站至木之本站之間的臨時列車。該列車由蒸氣機車(SL) 牽引。

## 概要
為了振興滋賀縣湖北地區的觀光經濟，以及讓SL動態保存，因此在1995年（平成7年）8月19日開設「SL北琵琶湖號」列車。在開始運行至2010年（平成22年），累積乘車人次達25萬人，於米原市的便當店「井筒屋」推出了紀念便當。

## 運行概況
「SL北琵琶湖號」一般在2月、10月和11月的星期日，以及公眾假期及黃金周期間行走。在不同季節，「SL北琵琶湖號」頭牌的設計也有所不同。
在開始行走當初至1997年（平成9年）11月24日前，「SL北琵琶湖號」會設有1或2個往返班次，所有班次行走於米原至木之本之間（1個往返班次的班次編號為3、4號）。在1998年（平成10年）5月3日至2003年（平成15年）8月前，「SL北琵琶湖號」設有下行2班（1號、3號，米原→木之本），上行1班（4號，木之本→米原）。同年11月8日起只有下行2班。另外，隨著於2018年（平成30年）開始使用D51形蒸氣機車200號機車，使3號被廢除，只剩下1號班次。
由於木之本站內沒有轉車盤，因此在設有上下行班次的時候，上行班次到達終點站後，SL會在站內行走機走線，隨後以逆機的方式牽引客車。但是在逆機的最高時速只限45km/h（正方向時為75 km/h）。由於北陸本線本身較多定期列車班次，因此在逆機行駛時的時間表受到限制，以及影響其他定期列車班次。因此在2003年（平成15年）11月8日起，在整抽列車的靠近米原一方連結了宮原綜合運輸所（現時：網干綜合車輛所宮原分所）所屬的DD51形柴油機車，當列車到達木之本站後，SL不再行走機走線，而DD51形機車在此刻開始運作，以不載客列車的名義牽引客車和蒸氣機車回到米原站。在2007年（平成19年）10月21日起，DD51形機車被下關車輛管理室（現時：下關綜合車輛所運用檢修中心）所屬的EF65形取代。另外在2016年（平成28年）度的春季首日行走日期5月8日，使用了EF65 1124「黃昏特快」色牽引列車回到米原。
在2020年（令和2年），由於新冠疫情影響，JR西日本公布暫停開辦「SL北琵琶湖號」。在翌2021年（令和3年）5月21日，JR西日本發表「SL北琵琶湖號」不會再開辦，理由是客車的通風量不足與客車老化。在2019年（令和元年）11月10日便成為了最後一天設有「SL北琵琶湖號」班次的日子。
在2021年（令和3年）9月30日至10月5日，於京都鐵道博物館內透過SL蒸氣號，使用了C56 160行走「SL北琵琶湖號」的最後班次。在10月3日，「SL北琵琶湖號」的頭牌使用了於2020年（令和2年）為了紀念「SL北琵琶湖號」開設25周年，公開邀請了當地小學生設計3款頭牌。

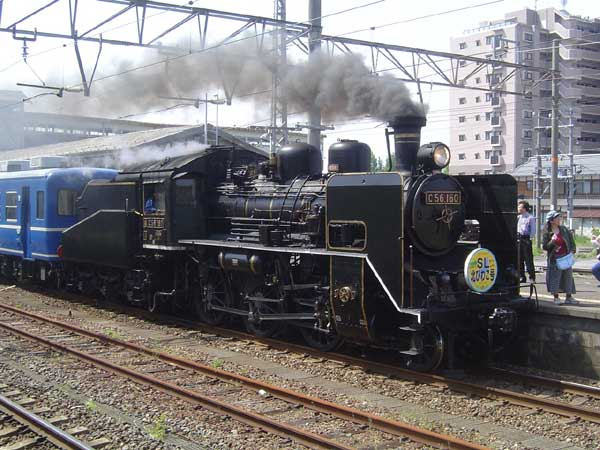
在長濱站停靠中的「SL北琵琶湖號」
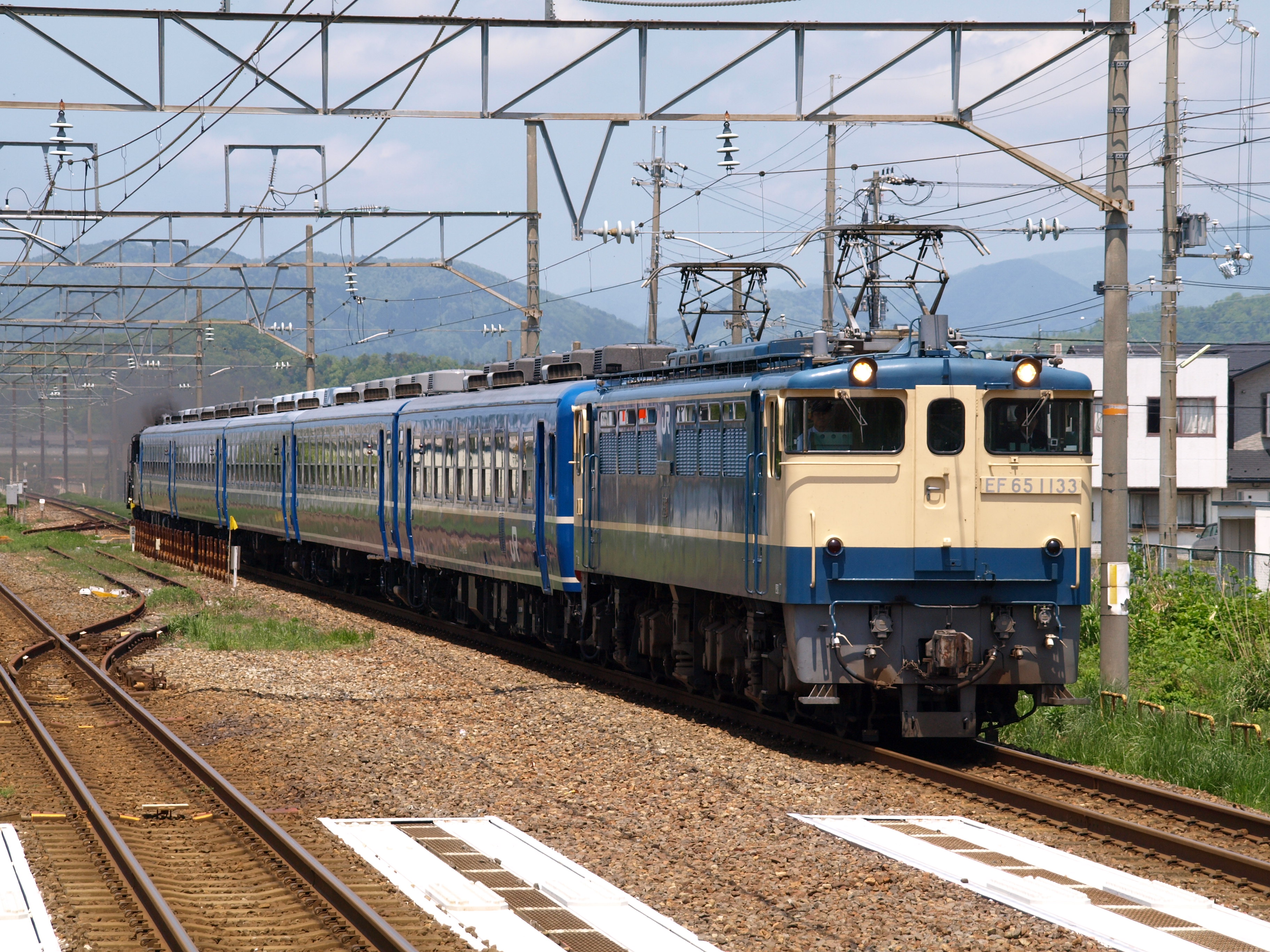
在木之本站折返往米原站的「SL北琵琶湖號」
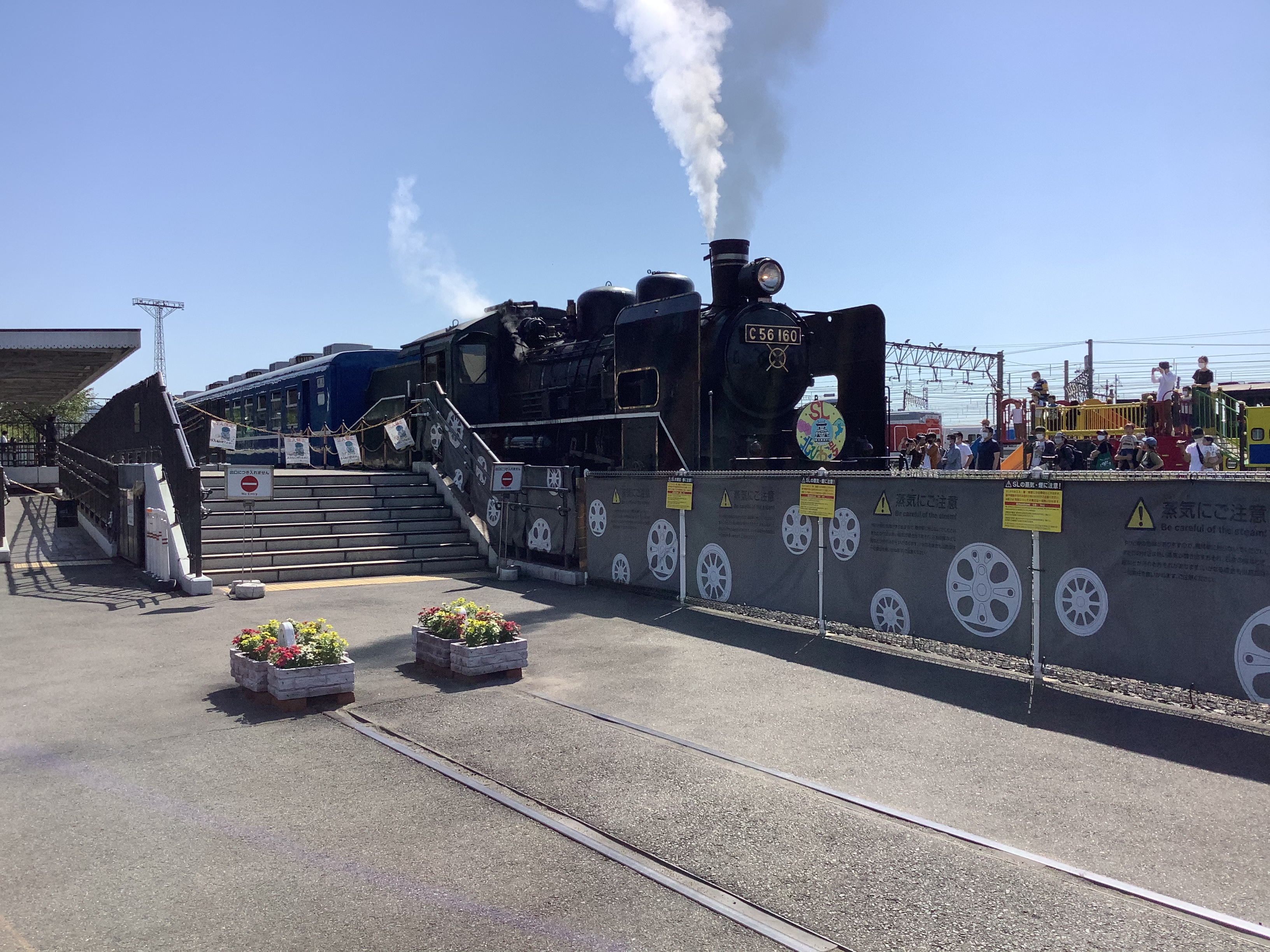
在京都鐵道博物館中的「SL北琵琶湖號」

### 停車站
停車站參考資料。
米原站 - 長濱站 - 虎姬站 - 河毛站 - 高月站 - 木之本站
※ 在開始行走當初，列車也停靠坂田站和田村站。

## 使用車輛
通常，「SL北琵琶湖號」的機車使用了梅小路運輸區所屬的C56 160。當該機車因需要進行檢査或發生故障等時，使該機車不能行走「SL北琵琶湖號」時，或者於3月上旬行走時，會使用梅小路運輸區所屬C57 1。而C57 1在1996年（平成8年）1月27日已經開始行走此列車。曾經在1996年（平成8年）、1997年（平成9年）和1998年（平成10年）的冬季期間，C56 160和C57 1會進行機車重聯。另外，C57 1在2015年（平成27年）2月17日試車時發現問題，因此需要進行修理，隨後在同年3月1日再次行走。C56 160在2018年（平成30年）5月27日起不再使用。同年夏天計劃使用D51 200牽引，可是受到2018年7月西日本豪雨等影響，在該月15日起至該年內改用C57 1牽引。在2019年（平成31年）3月10日，開始改用D51 200牽引。
客車方面，「SL北琵琶湖號」使用了網干綜合車輛所宮原分所所屬的12系客車，以5卡編成（在2010年〈平成22年〉3月13日，客車的所屬車廠轉為京都綜合運輸所〈現時：吹田綜合車輸所京都分所〉）。「SL北琵琶湖號」與「SL山口號」曾經使用的12系客車有所不同，「SL山口號」的12系客車是「復古客車」，「SL北琵琶湖號」12系客車是原裝款式。所有車廂都是座位指定席。

## 注腳

## 外部連結
- 「SL北琵琶湖號」結束行走 （页面存档备份，存于）（日語） - 西日本旅客鐵道